# ألان دبليو. بلاك
ألان دبليو. بلاك (بالإنجليزية: Alan W. Black)‏ هو عالم حاسوب ومهندس بريطاني، ولد في 1937 في اسكتلندا في المملكة المتحدة.